# Orogenèse cadomienne
Pour les articles homonymes, voir Orogenèse (homonymie).
En géologie, l'orogenèse cadomienne ou cycle cadomien est un cycle orogénique qui correspond à la période de formation de reliefs datant de la fin du Néoprotérozoïque (de ca. -750 Ma à ca. -540 Ma) jusqu'au début du Cambrien. 

Carte géologique du Massif armoricain.

Ce cycle est une des phases de l'orogenèse panafricaine. L'orogenèse cadomienne et brésilienne ne sont que des phases locales d'un événement thermo-tectonique majeur, l'orogenèse panafricaine en Afrique, la chaîne cadomienne constituant un segment de la chaîne panafricaine européenne.
Elle tire son nom de Cadomus, Caen en latin, son nom ayant été donné en 1921 par le géologue Léon Bertrand. Elle correspond dans le Massif armoricain à l'époque briovérienne. On parle aussi de phase assyntique. Elle a été une importante séquence de formation des fondements rocheux cristallins de la croûte continentale européenne. Elle est marquée par une discordance nette entre terrains précambriens et cambriens, visible par exemple sur des affleurements en Bretagne et en Normandie.

## Localisation actuelle
De nombreuses roches aujourd'hui associés aux orogenèses calédoniennes et hercyniennes ou alpines, ultérieures, ont en réalité une origine cadomienne. On retrouve en France les traces de l'orogenèse cadomienne proprement dite dans le nord du Massif armoricain, notamment dans les Côtes-d'Armor, et dans le Cotentin (cordière constantinienne), où ces roches affleurent, et aussi sous l'épaisse couche sédimentaire du Bassin parisien. La prolongation de l'orogénèse cadomienne continue sous les Vosges, dans le centre et le sud de l'Allemagne, en Tchéquie, dans le sud de la Pologne, en Angleterre dans les Midlands, en mer d'Irlande, et dans le Sud-Ouest de la péninsule Ibérique.

## Formation
L'orogenèse cadomienne a été formée par une collision continentale, suivie par la subduction du plancher océanique sous le supercontinent Gondwana, entraînant la collision d'arcs insulaires et l'accrétion d'autres terrains allochtones au niveau de la zone de subduction. L'orogenèse timanienne est probablement issue du même phénomène de subduction. Le processus exact (étapes, localisation géographique) reste incertain mais il implique probablement les terranes d'Avalonia, Armorica et Iberia.
La plus grande partie de ces roches sont aujourd'hui ensevelies sous des formations sédimentaires plus récentes.
Détail de la chronologie dans la péninsule armoricaine :
Dans cette péninsule, l'orogenèse cadomienne est donc engendrée par la subduction de l’Océan celtique (plancher océanique au nord du massif armoricain) sous une marge active d'une plaque continentale (constituée notamment de roches du Pentévrien), pouvant avoir commencé dès -750 Ma. Cette subduction provoque le chevauchement d'écailles tectoniques (présence de gabbros ou de pillow lava plus ou moins métamorphisés témoins de l'activité de la croûte océanique, nappe granodioritique du Trégor, nappe d'orthogneiss de Saint-Brieuc, nappe de migmatites de Saint-Malo), la surrection d'un arc volcanique (reliques de granodiorites et basaltes) puis d'une cordillère domnonéenne et l'ouverture d'un bassin arrière-arc vers -600 Ma, dont la fermeture et l'obduction vers le Sud (moderne) à -580 Ma entraînent un sur-épaississement qui favorise une période de fusion crustale datée à -540 Ma.
L'érosion de la chaîne cadomienne remplit de sables et d'argiles la mer briovérienne du synclinorium subsident médian au centre de la Bretagne, le métamorphisme ultérieur donnant les schistes briovériens, les gneiss et des granites d'anatexie.
L'événement tectonique majeur, qui a lieu à -580 Ma, est en outre synchrone d'un changement notable dans la sédimentation dite « briovérienne » et permet donc justement d'établir une coupure entre un Briovérien inférieur (ca. -660 à -580) et supérieur (ca. -580 à -540).

## Causes
On ne connaît pas bien les causes de ce cycle puisque les chaînes de montagnes et les cratons qui en résultaient ont été fortement déformés, plissés et métamorphisés par le cycle hercynien, entre 400 et 250 millions d'années, ce qui rend leur étude très difficile et tend souvent à les confondre avec celles-là. Les origines de la Cadomienne font donc encore l'objet de discussions entre spécialistes. La nature des fondations cristallines de la plaine germano-polonaise, qui pourrait être d'origine cadomienne, n'a de même pas encore été définie comme telle. L'évolution des terrains cadomiens est intimement liée à la géologie du terrane d'Avalonia, qui jouxtait ceux-ci à l'ouest au Cambrien (-542 à -488 millions d'années).
Deux modèles s'appliquant au Massif armoricain tentent actuellement d'expliquer le cycle : Domaine Nord Armoricain formé il y a 540 millions d'années par accrétion de terranes (terranes de Saint-Brieuc, Saint-Malo et terrane mancellien), subduction océanique vers le sud-est puis collision oblique d'un arc volcanique et d'un bassin arrière arc sur la marge sédimentaire des terranes de Saint-Malo et mancellien il y a 590 millions puis épaississement crustal.